# Miami Open 2005 - Qualificazioni singolare maschile
Le qualificazioni del singolare maschile del Miami Open 2005 sono state un torneo di tennis preliminare per accedere alla fase finale della manifestazione. I vincitori dell'ultimo turno sono entrati di diritto nel tabellone principale. In caso di ritiro di uno o più giocatori aventi diritto a questi sono subentrati i lucky loser, ossia i giocatori che hanno perso nell'ultimo turno ma che avevano una classifica più alta rispetto agli altri partecipanti che avevano comunque perso nel turno finale.
Le qualificazioni del torneo Miami Open  2005 prevedevano 48 partecipanti di cui 12 sono entrati nel tabellone principale.

## Teste di serie
1. Kenneth Carlsen (Qualificato)
2. Christophe Rochus (Qualificato)
3. Assente
4. Tomáš Zíb (Qualificato)
5. Nicolás Almagro (Qualificato)
6. Lars Burgsmüller (Qualificato)
7. Davide Sanguinetti (Qualificato)
8. Edgardo Massa (primo turno)
9. Jean-René Lisnard (Qualificato)
10. Bohdan Ulihrach (primo turno)
11. Björn Phau (Qualificato)
12. Jeff Morrison (Qualificato)

1. Ivo Minář (ultimo turno)
2. Peter Luczak (ultimo turno)
3. Adrián García (ultimo turno)
4. Daniele Bracciali (primo turno)
5. Wesley Moodie (ultimo turno)
6. Tobias Summerer (primo turno)
7. Jeff Salzenstein (primo turno)
8. Ivo Heuberger (ultimo turno)
9. Gilles Simon (ultimo turno)
10. Takao Suzuki (primo turno)
11. Alex Bogomolov Jr. (primo turno)
12. Arnaud Clément (Qualificato)

## Qualificati
1. Kenneth Carlsen
2. Christophe Rochus
3. Nicolás Lapentti
4. Tomáš Zíb
5. Nicolás Almagro
6. Lars Burgsmüller

1. Davide Sanguinetti
2. Andreas Seppi
3. Jean-René Lisnard
4. Arnaud Clément
5. Björn Phau
6. Jeff Morrison

## Tabellone

### Legenda
| - Q = Qualificato - WC = Wild card - LL = Lucky loser | - ALT = Alternate - SE = Special Exempt - PR = Protected Ranking | - w/o = Walkover - r = Ritirato - d = Squalificato |

### Sezione 1
|  | Primo turno | Primo turno     | Primo turno     | Primo turno | Primo turno |  |  | Ultimo turno | Ultimo turno    | Ultimo turno    | Ultimo turno | Ultimo turno |  |
|  |             |                 |                 |             |             |  |  |              |                 |                 |              |              |  |
|  | 1           | Kenneth Carlsen | Kenneth Carlsen | 7           | 6           |  |  |              |                 |                 |              |              |  |
|  |             | Igor' Kunicyn   | Igor' Kunicyn   | 5           | 2           |  |  | 1            | Kenneth Carlsen | Kenneth Carlsen | 7            | 6            |  |
|  | 13          | Ivo Minář       | Ivo Minář       | 6           | 6           |  |  | 13           | Ivo Minář       | Ivo Minář       | 5            | 3            |  |
|  |             | Hugo Armando    | Hugo Armando    | 4           | 4           |  |  |              |                 |                 |              |              |  |

### Sezione 2
|  | Primo turno | Primo turno         | Primo turno         | Primo turno | Primo turno |  |  | Ultimo turno | Ultimo turno      | Ultimo turno      | Ultimo turno | Ultimo turno |  |
|  |             |                     |                     |             |             |  |  |              |                   |                   |              |              |  |
|  | 2           | Christophe Rochus   | 6                   | 64          | 7           |  |  |              |                   |                   |              |              |  |
|  |             | Michael Ryderstedt  | 3                   | 7           | 64          |  |  | 2            | Christophe Rochus | Christophe Rochus | 6            | 6            |  |
|  |             | Jeff Salzenstein    | Jeff Salzenstein    | 6           | 6           |  |  |              | Jeff Salzenstein  | Jeff Salzenstein  | 4            | 1            |  |
|  | 19          | Jan-Michael Gambill | Jan-Michael Gambill | 3           | 3           |  |  |              |                   |                   |              |              |  |

### Sezione 3
|  | Primo turno      | Primo turno      | Primo turno  | Primo turno | Primo turno |  |  | Ultimo turno | Ultimo turno     | Ultimo turno     | Ultimo turno | Ultimo turno |  |
|  |                  |                  |              |             |             |  |  |              |                  |                  |              |              |  |
|  | Nicolás Lapentti | Nicolás Lapentti | 64           | 7           | 7           |  |  |              |                  |                  |              |              |  |
|  | Amer Delić       | Amer Delić       | 7            | 5           | 5           |  |  |              | Nicolás Lapentti | Nicolás Lapentti | 6            | 6            |  |
|  | 21               | Gilles Simon     | Gilles Simon | 6           | 6           |  |  | 21           | Gilles Simon     | Gilles Simon     | 4            | 3            |  |
|  |                  | Troy Hahn        | Troy Hahn    | 3           | 1           |  |  |              |                  |                  |              |              |  |

### Sezione 4
|  | Primo turno | Primo turno      | Primo turno | Primo turno | Primo turno |  |  | Ultimo turno | Ultimo turno | Ultimo turno | Ultimo turno | Ultimo turno |  |
|  |             |                  |             |             |             |  |  |              |              |              |              |              |  |
|  | 4           | Tomáš Zíb        | Tomáš Zíb   | 6           | 6           |  |  |              |              |              |              |              |  |
|  |             | Noam Okun        | Noam Okun   | 4           | 4           |  |  | 4            | Tomáš Zíb    | Tomáš Zíb    | 6            | 7            |  |
|  | 14          | Peter Luczak     | 5           | 6           | 6           |  |  | 14           | Peter Luczak | Peter Luczak | 3            | 64           |  |
|  |             | Justin Gimelstob | 7           | 1           | 1           |  |  |              |              |              |              |              |  |

### Sezione 5
|  | Primo turno | Primo turno     | Primo turno     | Primo turno | Primo turno |  |  | Ultimo turno | Ultimo turno    | Ultimo turno    | Ultimo turno | Ultimo turno |  |
|  |             |                 |                 |             |             |  |  |              |                 |                 |              |              |  |
|  | 5           | Nicolás Almagro | Nicolás Almagro | 6           | 6           |  |  |              |                 |                 |              |              |  |
|  |             | Alex Kuznetsov  | Alex Kuznetsov  | 4           | 4           |  |  | 5            | Nicolás Almagro | Nicolás Almagro | 6            | 6            |  |
|  |             | Takao Suzuki    | 4               | 6           | 7           |  |  |              | Takao Suzuki    | Takao Suzuki    | 1            | 4            |  |
|  | 22          | Flávio Saretta  | 6               | 2           | 6           |  |  |              |                 |                 |              |              |  |

### Sezione 6
|  | Primo turno | Primo turno       | Primo turno       | Primo turno | Primo turno |  |  | Ultimo turno | Ultimo turno      | Ultimo turno | Ultimo turno | Ultimo turno |  |
|  |             |                   |                   |             |             |  |  |              |                   |              |              |              |  |
|  | 6           | Lars Burgsmüller  | Lars Burgsmüller  | 6           | 6           |  |  |              |                   |              |              |              |  |
|  |             | Todd Reid         | Todd Reid         | 2           | 3           |  |  | 6            | Lars Burgsmüller  | 7            | 3            | 6            |  |
|  |             | Daniele Bracciali | Daniele Bracciali | 7           | 3           |  |  |              | Daniele Bracciali | 69           | 6            | 3            |  |
|  | 16          | Giovanni Lapentti | Giovanni Lapentti | 64          | 0r          |  |  |              |                   |              |              |              |  |

### Sezione 7
|  | Primo turno | Primo turno        | Primo turno   | Primo turno | Primo turno |  |  | Ultimo turno | Ultimo turno       | Ultimo turno | Ultimo turno | Ultimo turno |  |
|  |             |                    |               |             |             |  |  |              |                    |              |              |              |  |
|  | 7           | Davide Sanguinetti | 1             | 6           | 7           |  |  |              |                    |              |              |              |  |
|  |             | Frank Dancevic     | 6             | 4           | 62          |  |  | 7            | Davide Sanguinetti | 6            | 3            | 7            |  |
|  | 20          | Ivo Heuberger      | Ivo Heuberger | 6           | 6           |  |  | 20           | Ivo Heuberger      | 4            | 6            | 6            |  |
|  |             | Horia Tecău        | Horia Tecău   | 4           | 2           |  |  |              |                    |              |              |              |  |

### Sezione 8
|  | Primo turno | Primo turno        | Primo turno | Primo turno | Primo turno |  |  | Ultimo turno | Ultimo turno  | Ultimo turno  | Ultimo turno | Ultimo turno |  |
|  |             |                    |             |             |             |  |  |              |               |               |              |              |  |
|  |             | Andreas Seppi      | 1           | 7           | 6           |  |  |              |               |               |              |              |  |
|  | 8           | Edgardo Massa      | 6           | 65          | 2           |  |  |              | Andreas Seppi | Andreas Seppi | 7            | 6            |  |
|  | 15          | Adrián García      | 2           | 7           | 7           |  |  | 15           | Adrián García | Adrián García | 5            | 3            |  |
|  |             | Jo-Wilfried Tsonga | 6           | 64          | 64          |  |  |              |               |               |              |              |  |

### Sezione 9
|  | Primo turno | Primo turno        | Primo turno        | Primo turno | Primo turno |  |  | Ultimo turno | Ultimo turno       | Ultimo turno       | Ultimo turno | Ultimo turno |  |
|  |             |                    |                    |             |             |  |  |              |                    |                    |              |              |  |
|  | 9           | Jean-René Lisnard  | 4                  | 6           | 6           |  |  |              |                    |                    |              |              |  |
|  |             | Paul Goldstein     | 6                  | 1           | 3           |  |  | 9            | Jean-René Lisnard  | Jean-René Lisnard  | 6            | 6            |  |
|  |             | Alex Bogomolov Jr. | Alex Bogomolov Jr. | 6           | 2           |  |  |              | Alex Bogomolov Jr. | Alex Bogomolov Jr. | 2            | 4            |  |
|  | 23          | Grégory Carraz     | Grégory Carraz     | 3           | 0r          |  |  |              |                    |                    |              |              |  |

### Sezione 10
|  | Primo turno | Primo turno     | Primo turno     | Primo turno | Primo turno |  |  | Ultimo turno | Ultimo turno   | Ultimo turno   | Ultimo turno | Ultimo turno |  |
|  |             |                 |                 |             |             |  |  |              |                |                |              |              |  |
|  |             | Roko Karanušić  | Roko Karanušić  | 7           | 7           |  |  |              |                |                |              |              |  |
|  | 10          | Bohdan Ulihrach | Bohdan Ulihrach | 5           | 5           |  |  |              | Roko Karanušić | Roko Karanušić | 63           | 4            |  |
|  | 24          | Arnaud Clément  | Arnaud Clément  | 6           | 6           |  |  | 24           | Arnaud Clément | Arnaud Clément | 7            | 6            |  |
|  |             | Alexander Peya  | Alexander Peya  | 4           | 2           |  |  |              |                |                |              |              |  |

### Sezione 11
|  | Primo turno | Primo turno     | Primo turno     | Primo turno | Primo turno |  |  | Ultimo turno | Ultimo turno    | Ultimo turno    | Ultimo turno | Ultimo turno |  |
|  |             |                 |                 |             |             |  |  |              |                 |                 |              |              |  |
|  | 11          | Björn Phau      | Björn Phau      | 6           | 6           |  |  |              |                 |                 |              |              |  |
|  |             | Timothy Neilly  | Timothy Neilly  | 2           | 0           |  |  | 11           | Björn Phau      | Björn Phau      | 7            | 2            |  |
|  |             | Tobias Summerer | Tobias Summerer | 7           | 6           |  |  |              | Tobias Summerer | Tobias Summerer | 5            | 0r           |  |
|  | 18          | Thierry Ascione | Thierry Ascione | 5           | 2           |  |  |              |                 |                 |              |              |  |

### Sezione 12
|  | Primo turno | Primo turno   | Primo turno   | Primo turno | Primo turno |  |  | Ultimo turno | Ultimo turno  | Ultimo turno  | Ultimo turno | Ultimo turno |  |
|  |             |               |               |             |             |  |  |              |               |               |              |              |  |
|  | 12          | Jeff Morrison | Jeff Morrison | 7           | 7           |  |  |              |               |               |              |              |  |
|  |             | Glenn Weiner  | Glenn Weiner  | 64          | 5           |  |  | 12           | Jeff Morrison | Jeff Morrison | 7            | 6            |  |
|  | 17          | Wesley Moodie | Wesley Moodie | 6           | 6           |  |  | 17           | Wesley Moodie | Wesley Moodie | 68           | 2            |  |
|  |             | Răzvan Sabău  | Răzvan Sabău  | 0           | 2           |  |  |              |               |               |              |              |  |